# Одринки
Одри́нки — село в Україні, у Сарненській міській громаді Сарненського району Рівненської області. Розташоване на правому березі річки Горинь за 28 км від районного центру — міста Сарни та за 18 км від залізничної станції Антонівка. Населення становить 622 осіб (на 2001 рік). До 2020 - орган місцевого самоврядування — Коростська сільська рада.
Відповідно до Розпорядження Кабінету Міністрів України від 12 червня 2020 року № 722-р «Про визначення адміністративних центрів та затвердження територій територіальних громад Рівненської області» увійшло до складу Сарненської міської громади.

## Назва
Назва села Одринки походить від загальнослов'янського одри́на (великий хлів для рогатої худоби). Одринами жителі сусіднього села Корост називали хліви, які розміщувалися на навколишній території для тримання великої рогатої худоби. Згодом загальна назва хлівів змінилася на сучасну назву села Одринки.

## Географія

### Розташування
Село розташоване за 28 км від районного центру — м. Сарни та за 10 км від селища Степань. З райцентром з'єднане кам'яною дорогою (через с. Поляна, с. Угли), є автобусне сполучення. З обласним центром — м. Рівне з'єднане через с. Корост регулярним автотранспортом.

### Клімат
Клімат території помірно континентальний з м'якою зимою та досить теплим, з достатньою кількістю опадів, літом. На клімат села впливають холодні північні та вологі західні вітри. Північні вітри і в червні можуть викликати нічні заморозки до 0 — +2 градусів за Цельсієм, що завдає шкоди сільському господарству. Західні вологі повітряні маси забезпечують піщані ґрунти вологою. Пересічна температура січня −5,2 градусів за Цельсієм, липня +18,8—+20 градусів за Цельсієм. Опадів — 540—650 мм на рік, 70—80 % їх випадає в теплий період року. Середня висота снігового покриву — 12 см. Іноді зима буває запізнілою, дощовою, без снігового покриву, але з морозами.
В цілому, клімат території можна вважати комфортним для життя та сприятливим для господарської діяльності, насамперед для розвитку сільського господарства.

### Природні ресурси
Село розташоване в мальовничому куточку природи, де поєднані лісові, водні, повітряні природні ресурси та дикорослі продресурси. Хвойні ресурси наділені життєдайним сосновим ароматом в комплексі з оздоровлюючим впливом багна, мохів, диких ягід (чорниця, суниця, ожина, брусниця, малина, чорна горобина, червона калина, дикоросла яблуня та дика груша) створюють базу для туристсько-рекреаційної діяльності.
Водні ресурси представлені головною водною артерією Рівненщини — р. Горинь з мережею меліоративних каналів та ставків антропогенного походження.

### Рельєф

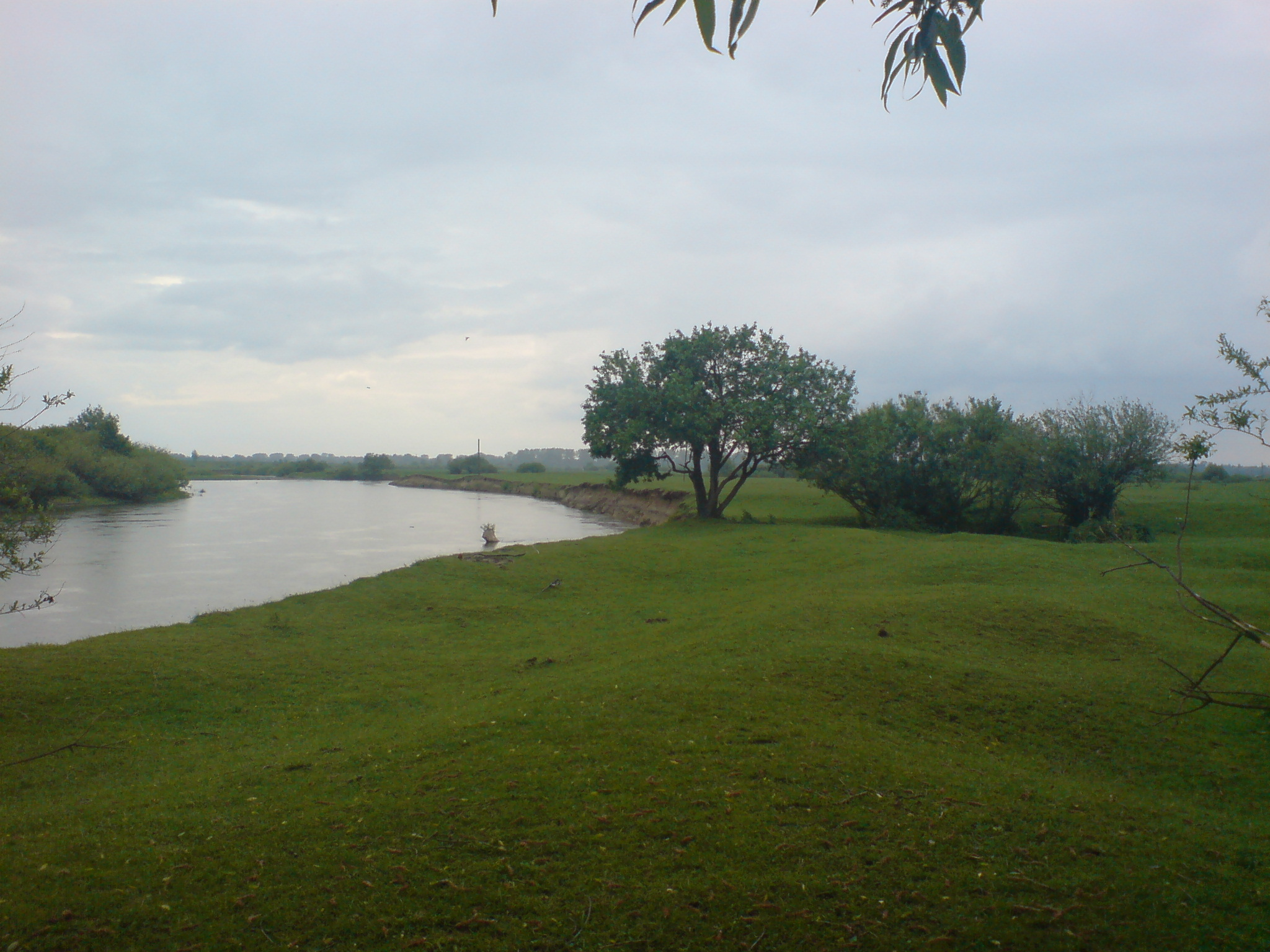
Річка Горинь біля села Одринки

Село розташоване в межах Волинського Полісся. Рельєф території рівнинний.
Поблизу села протікає р. Горинь — притока Прип'яті басейну Дніпра, яка в повноводні періоди ще донедавна загрожувала затопленням селянських будівель. В 50—60-ті роки XX ст. вздовж берега Горині збудовано кам'яно-піщаний насип, який захищає село від паводків і повеней. Поверхня знижується від центру села до заплави річки. В 60-х XX ст. роках на болотах були проведені меліоративні роботи. Меліоративні канали, осушені частини (ділянки) поверхні використовуються людиною в сільськогосподарських цілях і забезпечують добрі врожаї картоплі, жита, кормових буряків тощо. Територія села безпечна щодо затоплення повеневими водами. Небезпечні геологічні процеси відсутні.

### Ґрунти
Ґрунти переважно дерново-підзолисті, піщані та супіщані, а також дернові, лучні торф'яники. Вздовж річки заплавні та лучні.
Піщані ґрунти бідні, потребують внесення органіки (гною) та мінеральних добрив. Осушені землі родючі, але потребують постійного догляду і органічно-мінерального підживлення.

### Корисні копалини
Корисні копалини представлені білою і сірою глиною, піском, торфом та поодинокими виходами на поверхню болотних залізних руд осадочного походження.

### Рослинність та тваринний світ
Село прилягає до лісу, який поділений між Сарненським і Березнівським лісовими господарствами. Ліси освоєні людиною. В лісах зникаючими видами рослин є журавлина звичайна, суниці лісові, сон-трава, проліска дволиста, конвалії, калюжниця болотна, лілія лісова тощо; тварини — сірий журавель, метелик махаон, кіт лісовий. Зі сходу і південного сходу село оточують ліси (бори, субори, діброви), з переважно хвойними породами дерев як сосна, ялина (у верхньому ярусі), чорна горобина, калина червона, ліщина звичайна (у другому ярусі) та чорнично-бруснично-багновий третій ярус. Серед болотної рослинності — осока, аїр тростиновий, сфангові та гіпнові мохи.

## Історія

### Період війни
У роки Визвольних змагань у селі кілька разів змінювалась влада. У серпні 1918 року відбувся кровопролитний бій між більшовиками і поляками.
До вересня 1939 року хутір Одринки був під владою Польщі, з приходом Радянської армії він відійшов до Радянської України. Хутір являв собою невеликі хатини місцевих жителів, розкинуті серед лісів. Він був надійним прихистком партизанських і бандерівських угрупувань, які переміщалися цими лісами в пошуках здобичі. Населення не мало зв'язку зі світом, не читало ні газети, ні листівки, тому що було малограмотним. Погано орієнтуючись в політиці, не маючи радіозв'язку, електричної енергії, місцеві жителі дбали лише про свої інтереси, берегли лише своє господарство, без того бідне і скромне, думали як прогодувати себе, своїх дітей і худобу.

### Період розбудови
У 1952 році влада видала розпорядження про об'єднання всіх навколишніх хуторів. Організатором і керівником об'єднання був Кубинець Сергій Давидович. 15 жовтня 1952 року Дубінець Сергій Петрович кіньми зробив шлях, прооравши дві борозни на місці теперішньої центральної дороги.
Першою хатою вздовж шляху стала хата Комар Василини Петрівни. Люди не хотіли зрушати з місць і влада вирішила насильно стягувати хати до борозен з допомогою тракторів. Хати жителів хутора (хатиська) були далеко одна від одної й зараз покинуті місця називають іменами жителів, які там жили. Наприклад, Іванове хатисько, Бохонове хатисько тощо.
У будинку ветерана Другої світової війни відвели місце крамниці. Побудували невеличку початкову школу. Вона слугувала і за будинок культури. Згодом школа стала восьмирічкою.
У селі відкрили хату-читальню. У той час бібліотечний фонд налічував до 500 примірників книг.

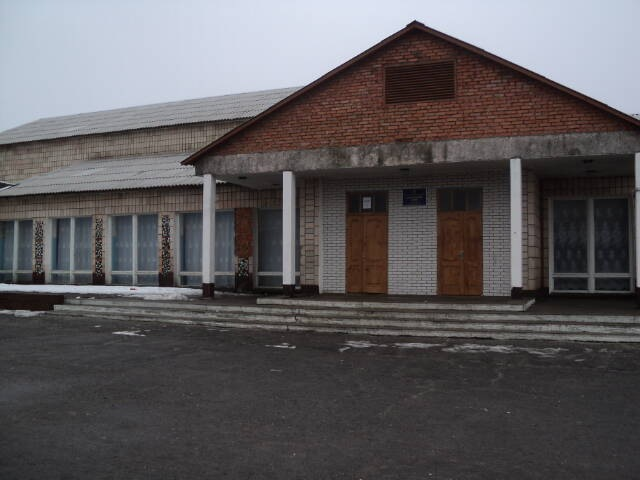
Клуб села Одринки

1968 року фонд бібліотеки збільшився до 6347 примірників. Книги тоді надходили з обласного центру — м. Рівне, бібліотечного колектору. Щомісячно у бібліотеку надходило більш як 100 примірників літератури, її відвідували більше 300 читачів. У 1974 році бібліотека в черговий раз поміняла приміщення. У зв'язку з тим, що початкова школа стала восьмирічною, бібліотека була перенесена в приміщення дитячого садка, розміщеного неподалік. У 1978 році бібліотека села увійшла в єдину централізовану систему району.
1979 року збудували новий будинок культури і бібліотека розмістилася в новозбудованому клубі. У цей час у бібліотеці налічувалось 7 832 примірники літератури. Нині в її фонді нараховується близько 10 тисяч примірників книг.
Тоді ж почали будувати дамби навколо села для захисту від весняних повеней річки Горині. Люди перебирались човнами або вбрід із Коросту в Одринки. У 1983 році село з'єднали шосейною дорогою з районним центром.

## Населення
За даними перепису населення 2001 року в селі проживали 622 осіб. За даними Коростської сільської ради станом на 01.12.2012 р. населення складало 673 осіб. Спостерігається тенденція до загального розширення меж села, збільшення новобудов і кількості молодого населення. Село знаходиться далі, як в 30-кілометровій зоні від Рівненської АЕС (м. Вараш). Жителі відносяться до III категорії постраждалих від аварії на Чорнобильській АЕС і згідно з законом України «Про Чорнобильську катастрофу» мають відповідні пільги.
За даними перепису населення 2001 року, більшість населення села розмовляє українською мовою (99.84 %).
На сьогоднішній день працездатне населення, як і по всій Україні, переживає кризу — брак робочих місць, більшість стоїть на обліку в районному центрі зайнятості. Багатодітні та малозабезпечені (а їх більшість) сім'ї отримують соціальну державну допомогу, розраховують на власне підсобне господарство та свої сили.
| Чоловіки | Чоловіки | Чоловіки | Чоловіки | Чоловіки | Жінки | Жінки | Жінки | Жінки | Жінки  |
| 0-17     | 18-39    | 40-59    | 60+      | Усього   | 0-17  | 18-39 | 40-59 | 60+   | Усього |
| -------- | -------- | -------- | -------- | -------- | ----- | ----- | ----- | ----- | ------ |
| 105      | 135      | 66       | 27       | 333      | 101   | 127   | 57    | 55    | 340    |

### Зайнятість
| Усього населення | Працездатне населення | Працездатне населення | Працездатне населення | Працездатне населення | Працездатне населення | Працездатне населення | Непрацездатне населення | Непрацездатне населення | Непрацездатне населення | Непрацездатне населення | Непрацездатне населення | Непрацездатне населення |
| Усього населення | Чоловіки              | Чоловіки              | Жінки                 | Жінки                 | Разом                 | Разом                 | Чоловіки                | Чоловіки                | Жінки                   | Жінки                   | Разом                   | Разом                   |
| Усього населення | Ч.                    | %                     | Ч.                    | %                     | Ч.                    | %                     | Ч.                      | %                       | Ч.                      | %                       | Ч.                      | %                       |
| ---------------- | --------------------- | --------------------- | --------------------- | --------------------- | --------------------- | --------------------- | ----------------------- | ----------------------- | ----------------------- | ----------------------- | ----------------------- | ----------------------- |
| 673              | 190                   | 28                    | 182                   | 27                    | 372                   | 55                    | 145                     | 22                      | 156                     | 23                      | 301                     | 45                      |

| Усього населення | Зайняті  | Зайняті  | Зайняті | Зайняті | Зайняті | Зайняті | Безробітні | Безробітні | Безробітні | Безробітні | Безробітні | Безробітні |
| Усього населення | Чоловіки | Чоловіки | Жінки   | Жінки   | Разом   | Разом   | Чоловіки   | Чоловіки   | Жінки      | Жінки      | Разом      | Разом      |
| Усього населення | ч.       | %        | ч.      | %       | ч.      | %       | ч.         | %          | ч.         | %          | ч.         | %          |
| ---------------- | -------- | -------- | ------- | ------- | ------- | ------- | ---------- | ---------- | ---------- | ---------- | ---------- | ---------- |
| 673              | 72       | 11       | 54      | 8       | 126     | 19      | 256        | 38         | 291        | 43         | 547        | 81         |

### Мова
Розподіл населення за рідною мовою за даними перепису 2001 року:
| Мова       | Відсоток |
| ---------- | -------- |
| українська | 99,84 %  |
| білоруська | 0,16 %   |

## Інфраструктура
Територія села складається з 145 дворів та 640 жителів.
Площа населеного пункту становить 46,3 га. Основною структурно-планувальною одиницею населеного пункту є квартали в основному з одно-та двох-сторонньою забудовою. Забудова садибного типу. За функціональною ознакою територія населеного пункту є житловою.
Село електрифіковане, газифіковане, телефонізоване. Діє централізоване водопостачання з водонапірної башти.
В Одринках зосереджені: двоповерхова дев'ятирічна школа, будинок культури з бібліотекою, два магазини та кафе-бар, фельдшерсько-акушерський пункт, три церкви.
Господарство села представлене сільськогосподарським приватним підприємством (СГПП) «Мир», яке спеціалізується на розведенні молодняка ВРХ м'ясомолочного напрямку та кормозаготівельною базою для їх утримання — вирощування зернових, буряка, кукурудзи, картоплі тощо; малим приватним підприємством (МПП) «Омега», яке займається виготовленням шлакоблоків; приватним млином, стрічковими пилорамами.

## Храми
В Одринках знаходиться три храми, які підпорядковані Російській православній церкві.

### Капличка св. Іоанна Хрестителя

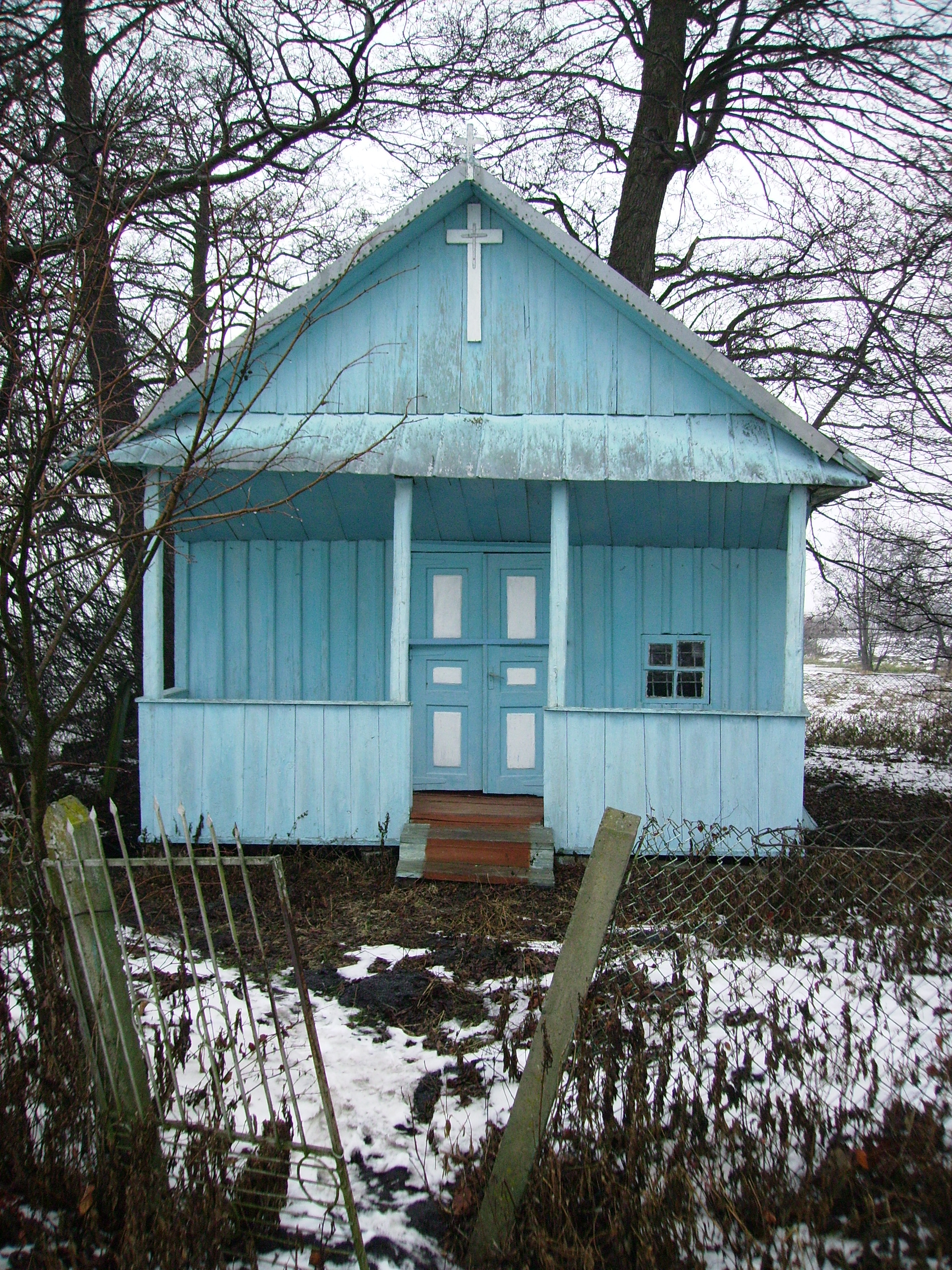
Капличка св. Іоанна

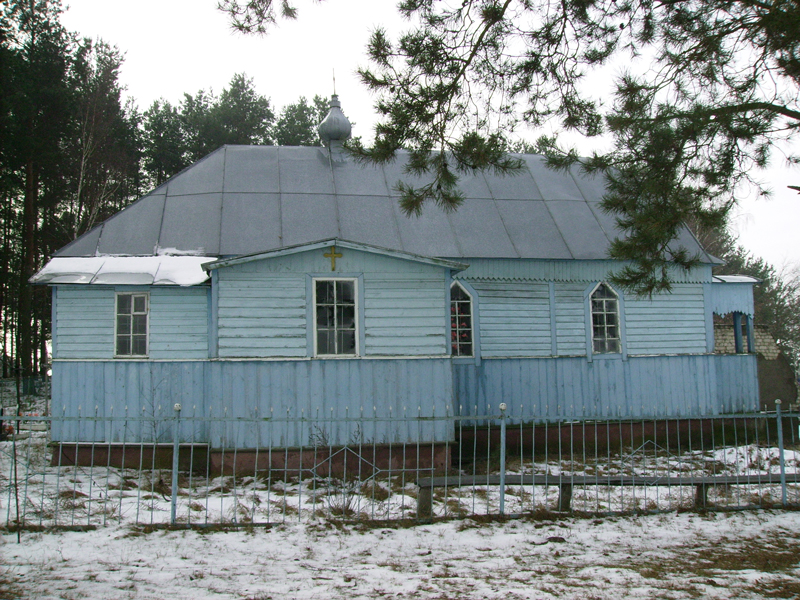
Церква св. Андрія Первозваного

Однією із найцінніших святинь села є капличка на честь св. Іоанна Хрестителя на Висоцькому полі, існування якої складає більше 300 років. З історичних джерел відомо, що до збудування каплички, за 5—7 км від неї був греко-католицький жіночий монастир. Під час воєнних сутичок польських вояків з козаками, він був зруйнований, а із залишків будівлі, які були придатні для будування, почали зводити над джерелом капличку. За легендою, недалеко від джерела випадкових місцевих жителів привернуло увагу світло біля вільхи. На ній був образ Казанської Божої Матері. Святий лик віднесли до храму, а він знову повернувся на це ж місце. Вода з джерела була теплою і мала цілющі властивості. Люди почали прати в джерелі одяг, і воно перестало існувати, а через деякий час з'явилося знову. Після цього, люди більше не прали і усвідомили, що це — святе місце. Близько 100 років тому, коли капличка була у вкрай аварійному стані і її вирішили перебудувати. В той час в сусідньому с. Корост будувався храм і невикростані будівельні матеріали, які там залишилися, використали для реконструкції каплички. Тут здавна проводяться богослужіння. В останні 20—30 років 7 червня на свято третього віднайдення глави Іоанна Предтечі до криниці св. Іоанна Хрестителя для служіння і освячення джерельної води йдуть хресним ходом паломники з усіх навколишніх сел. Місце біля каплички освячене і огороджене, а вода холодна, прозора і має високі смакові якості. Сюди часто приходять селяни, щоб напитися води, набрати її додому, втамувати спрагу в спекотний літній день.

### Церква св. Андрія Первозваного
До кінця літа 1999 богослужіння проводилися в невеличкій церкві на кладовищі, названій на честь св. Андрія Первозваного, яка була збудована приблизно в 1988 році. Служіння проводилися священнослужителями із сусідніх сіл так як в селі не було місцевого священнослужителя.

### Церква Казанської ікони Божої матері

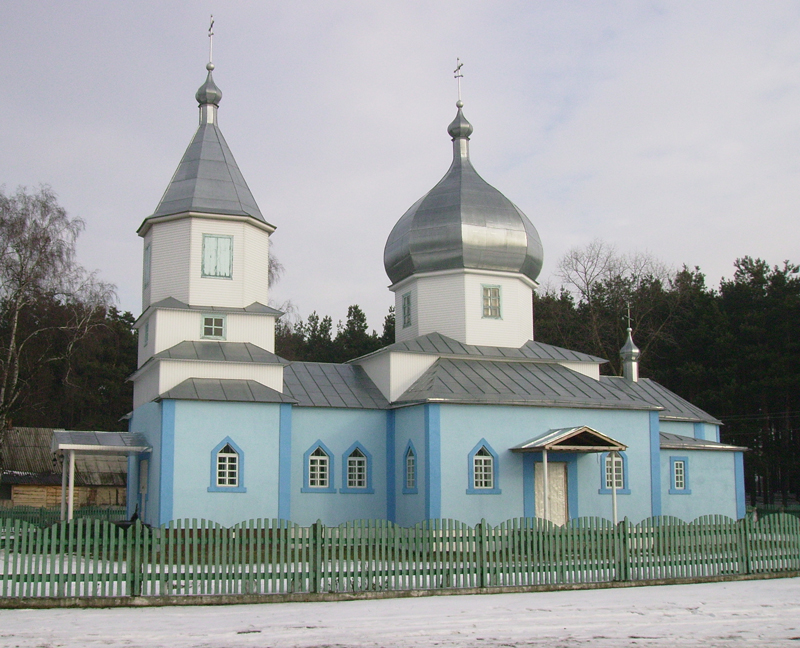
Церква Казанської ікони Божої матері

22 серпня 2000 року в Одринках була зареєстрована релігійна громада Української православної церкви Московського патріархату. Керівником організації став священик Жемелко Володимир Володимирович.
З 2003 року в селі функціонує храм, названий на честь Казанської ікони Божої Матері.
На початку 90-х років у місцевої прихожанки — Ольги Орешко, півчої церковного хору, відновилася ікона Казанської Божої Матері. Ікону віддали на подальшу реставрацію в сусіднє село, а 10 серпня 1999 року відбулося освячення місця і перша закладка каменю під церкву, яку назвали на честь відновленої ікони. Зведення церкви відбувалося інтенсивним шляхом за участю не тільки жителів села, але і приїжджих майстрів. Вже навесні 2003 року відбулося перше богослужіння, а через рік храм освятив Митрополит Сарненський і Поліський Анатолій (Гладкий).
До 2011 р. проводилися добудування, дооформлення храму, розпис і позолочення іконостасу.

## Археологічні пам'ятки
У 1952 році на правому березі річки Горинь в урочищі Одринки було виявлено ґрунтовий могильник з трупоспаленнями в урнах милоградської культури (VI століття до н. е. — II століття н. е.) У насипах курганів зустрічались крем'яні вироби, у тому числі вістря на спис.

## Особистості
- Єремія Анхімюк — єпископ Польської православної церкви, архієпископ Вроцлавський і Щецинський, професор.
- Олексій Телетьон — багатоженець, відомий під прізвиськом «Поліський султан».